# Група на Хималия (спътници)
Групата на Хималия е група от естествени спътници на Юпитер, намиращи се на сходни орбити около планетата — с голяма полуос между 11,15 и 11,75 милиона km, инклинация между 26,6° и 28,3° и ексцентрицитет между 0,11 и 0,25.
Групата включва (във възходящ ред на разстоянието от Юпитер):
- Леда
- Хималия – най-големият спътник, даващ името на групата
- Лизитея
- Елара
- S/2000 J 11